# Axymyiidae
Axymyiidae là một họ duy nhất trong cận bộ Axymyiomorpha, Nematocera, mặc dù nó thường bao gồm trong cận bộ Bibionomorpha theo cách phân loại cũ. Nó bao gồm 6 loài được xếp vào 3 chi, và 3 loài hóa thạch.

## Các chi và loài
- Axymyia McAtee 1921
  - A. furcata McAtee 1921
  - A. japonica Ishida 1953
- Mesaxymyia Mamaev 1968
  - M. kerteszi (Duda), 1930
  - M. stackelbergi Mamaev 1968
- Protaxymyia Mamaev & Krivosheina 1966
  - P. melanoptera Mamaev & Krivosheina 1966
  - P. sinica Yang 1993